# Даніель Амокачі
Даніель Амокачі (англ. Daniel Amokachi; нар. 30 грудня 1972, Кадуна) — нігерійський футболіст, що грав на позиції флангового півзахисника. По завершенні ігрової кар'єри — футбольний тренер. Названий 18-им у списку найкращих африканських футболістів ХХ століття за версією IFFHS, а також найкращий африканський футболіст Бельгії 1992 та 1994 років.
Виступав, зокрема, за клуби «Брюгге», «Евертон» та «Бешикташ», а також національну збірну Нігерії, у складі якої став дворазовим учасником чемпіонату світу, а також володарем Кубка африканських націй та олімпійським чемпіоном.

## Клубна кар'єра
У дорослому футболі дебютував 1989 року виступами за команду «Ранчерс Біз» з рідного міста Кадуна, в якій провів один сезон і виграв з командою Західноафриканський клубний чемпіонат, отримавши нагороду найкращого молодого гравця того турніру. Там його помітив тренер збірної Нігерії того часу Клеменс Вестергоф, який включив Амокачі до складу збірної для виступів на Кубку африканських націй 1990 року.
Незабаром після цього Амокачі отримав запрошення від бельгійського клубу «Брюгге». Відіграв за команду з Брюгге наступні чотири з половиною сезони своєї ігрової кар'єри. Більшість часу, проведеного у складі «Брюгге», був основним гравцем команди і одним з головних бомбардирів команди, маючи середню результативність на рівні 0,43 голу за гру першості (за 81 гру нігерієць забив 35 м'ячів). За цей час виборов титул чемпіона Бельгії та володаря національного Кубка, а також у дебютному розіграші Ліги чемпіонів УЄФА (після зміни на новий формат Кубка європейських чемпіонів УЄФА) забив перший м'яч в історії цього турніру на груповому етапі (у першій грі групового етапу проти московського ЦСКА).
Успішно виступивши в складі національної збірної на чемпіонаті світу 1994 року, де Амокачі забив 2 голи, англійський «Евертон» виявив зацікавленість у футболісті і в підсумку придбав його у «Брюгге» за 3 000 000 £ (4 700 000 $). У 1995 році з «Евертоном» Амокачі вигравав Кубок Англії. Він забив 2 м'ячі в півфіналі проти «Тоттенгема», а у фіналі вийшов на заміну. Однак, Амокачі так і не зміг зайняти міцне місце в основному складі «Евертона», поступаючись місцем Данкану Фергюссону і Полу Райдауту, які були головними форвардами тієї команди (за винятком періоду, коли Фергюссон відбував 6 тижневе ув'язнення у в'язниці). Після сезону 1995/96 Амокачі був проданий в «Бешикташ» за 1,75 мільйона фунтів.
За стамбульський клуб Амокачі зіграв 77 ігор і забив 19 м'ячів, провівши в команді три роки своєї кар'єри гравця. Після завершення контракту з «Бешикташем» в 1999 році Амокачі був близький до підписання угоди з німецьким клубом «Мюнхен 1860». Однак, після медичного обстеження клуб відмовився від послуг нігерійця. З тієї ж причини Амокачі не зміг влаштуватися в англійському «Транмер Роверз» та французькому «Кретеї».
У 2002 році команда MLS «Колорадо Репідс» була зацікавлена в Амокачі, але зіграв за клуб лише один матч, після чого був відпущений через відсутність достатньої спортивної форми.

## Виступи за збірну
1990 року дебютував в офіційних матчах у складі національної збірної Нігерії, поїхавши з командою на тогорічний Кубок африканських націй в Алжирі, де нігерійці дійшли до фіналу, в якому програли господарям (0:1).
На Кубку африканських націй 1994 року у Тунісі Амокачі з командою виступив ще краще, здобувши титул континентального чемпіона, а влітку того ж року поїхав на чемпіонат світу 1994 року у США, де забив у двох матчах групового етапу з Болгарією (3:0) та Грецією (2:0), допомігши своїй команді з першого місце вийти в плей-оф, де нігерійці в першому ж раунді поступились в додатковий час італійцям.
Наступного року зіграв на Кубку короля Фахда 1995 року (попереднику Кубка конфедерацій) у Саудівській Аравії, де також відзначився двома голами, спочатку на груповому етапі з японцями (3:0), а потім в грі за третє місце з Мексикою (1:1), де африканці програли в серії пенальті і не здобули медалей. Втім вже під час футбольного турніру на літніх Олімпійських іграх 1996 року Амокачі допоміг своїй збірній здобути медалі, забивши м'яч у ворота Аргентини у фінальному матчі (3:2), завдяки якому африканці стали олімпійськими чемпіонами.
Останнім великим турніром для Амокачі став чемпіонат світу 1998 року у Франції, де через травму коліна нападник провів лише одну гру групового етапу проти Болгарії (1:0), а збірну знову вилетіла на стадії 1/8 фіналу.
Протягом кар'єри у національній команді, яка тривала 10 років, провів у формі головної команди країни 44 матчі, забивши 13 голів.

## Кар'єра тренера
Розпочав тренерську кар'єру невдовзі по завершенні кар'єри гравця, 2006 року, очоливши тренерський штаб клубу «Насавара Юнайтед», де до того був гравцем.
У квітні 2007 року він вступив на посаду помічника тренера національної збірної Нігерії, втім незабаром покинув її аби очолити клуб «Еньїмба»..
10 квітня 2008 року Амокачі знову повернувся до збірної, де став асистентом тренера Шайбу Амоду, а потім Стівена Кеші, після чого у 2014—2015 роках сам був головним тренером.
У 2015 році Амокачі керував нігерійським клубом «Іфеаньї Уба», втім пішов у відставку через п'ять тижнів на посаді.
У січні 2016 року він був призначений головним тренером нижчолігового фінського клубу «Геркулес».

## Титули і досягнення
- Чемпіон Бельгії (1):

«Брюгге»: 1991–92
- Володар Кубка Бельгії (1):

«Брюгге»: 1990-91
- Володар Суперкубка Бельгії (3):

«Брюгге»: 1991, 1992, 1994
- Володар Кубка Англії (1):

«Евертон»: 1994–95
- Володар Суперкубка Англії з футболу (1):

«Евертон»: 1995
- Володар Кубка Туреччини (1):

«Бешікташ»: 1997–98
- Володар Суперкубка Туреччини (1):

«Бешікташ»: 1998
- Володар Кубка африканських націй (1):

Нігерія: 1994
- Срібний призер Кубка африканських націй: 1990
- Олімпійський чемпіон (1):

Нігерія: 1996